# Козлов, Фрол Романович
Фрол Рома́нович Козло́в (5 (18) августа 1908, дер. Лощинино, Касимовский уезд, Рязанская губерния — 30 января 1965, Москва) — советский партийный и государственный деятель. Член Президиума ЦК КПСС (1957—1964; кандидат в члены в 1957), секретарь ЦК КПСС (1960—1964). В 1958—1960 гг. первый заместитель председателя Совета Министров СССР. Член ЦК КПСС (1952—1965). Депутат Верховного Совета СССР 3—6-го созывов. Член Президиума Верховного Совета СССР (1954—1958, 1962—1965). Входил в ближайшее политическое окружение Н.С. Хрущёва.

## Биография

### Детство, молодость
Родился в деревне Лощинино Касимовского уезда Рязанской губернии (ныне — Касимовский район Рязанской области) в крестьянской семье. В 1921 году окончил первую ступень школы.
Трудовую деятельность начал в 1923 году чернорабочим на Касимовской льно-прядильной фабрике «Красный текстильщик».
Одновременно учился в школе фабрично-заводского ученичества (ФЗУ).
В ноябре 1923 года вступил в члены РКСМ, в 1925 году был избран ответственным секретарём фабричного коллектива комсомола. 

В августе 1926 года вступил в члены ВКП(б) и в октябре того же года был утвержден председателем экономической комиссии Касимовского уездного комитета (уком) комсомола. Одновременно, до июля 1927 года, работал секретарём комсомольской организации «Красного текстильщика». 

В середине 1927 года был избран членом Рязанского губернского комитета РЛКСМ и сосредоточился на работе в Касимовском укоме комсомола.

### Учёба в Ленинграде
В сентябре 1928 года по комсомольскому набору был направлен на учёбу в Ленинградский коммунистический университет. Но, проучившись год, учёбу в комвузе бросил и поступил на геологоразведочный рабфак при Ленинградском горном институте. По его окончании в 1931 году поступил в Ленинградский металлургический институт (в 1934 году институт вошёл на правах факультета в Ленинградский индустриальный институт).
В июне 1936 года, после защиты дипломного проекта, ему была присвоена квалификация инженера-металлурга.

### На Ижевском заводе
По распределению как молодой специалист был направлен в Ижевск на Ижстальзавод. На заводе его уже знали (он положительно зарекомендовал себя в качестве студента-практиканта), и в начале августа 1936 года он был назначен начальником смены прокатного цеха, в октябре 1937 года стал начальником блюминга.
Молодой специалист активно взялся за укрепление трудовой дисциплины и совершенствование технологического процесса. За два года работы на заводе он четыре раза был премирован за внесение и внедрение рационализаторских предложений и активное участие в изобретательской работе, вошёл в состав членов бюро инженерно-технического совета прокатного цеха.
В начале 1939 года, после разделения Ижевского завода на два самостоятельных предприятия — металлургическое и машиностроительное, был выдвинут на вновь образованную должность секретаря парткома и парторга ЦК ВКП(б) Ижевского металлургического завода (завод № 71).

### На партийной работе: Ижевск — Москва — Куйбышев
В марте 1940 года был утверждён вторым секретарём Ижевского городского комитета ВКП(б).
В годы Великой Отечественной войны провёл значительную работу по перестройке местной промышленности на военный лад, увеличению производственных мощностей, повышению количественных показателей выпускавшейся военной продукции, освоению производства новых видов вооружения, по размещению и скорейшему введению в эксплуатацию эвакуированного оборудования. Ему удалось достаточно быстро изучить производство вооружений на ижевских заводах, чем снискал авторитет среди руководящих работников Наркомата вооружения СССР.
По вопросам организации производства вооружений ему приходилось много работать совместно с недавним директором завода № 74, назначенным в первые дни войны заместителем наркома вооружения СССР, В. Н. Новиковым. Новиков подолгу в годы войны находился в Ижевске и даже некоторое время совмещал должности замнаркома и директора 71-го завода (металлургического). Оба руководителя высоко оценивали деловые качества друг друга, и за несколько лет совместной работы у них сложились доверительные товарищеские отношения. Ф. Р. Козлову удалось достаточно быстро постичь тонкости производства вооружений, что отметили в его персональных документах цековские кадровики. В обоснование своих выводов они ссылались на мнение специалистов из Наркомата вооружения СССР. Не только В. Н. Новиков, но и другие наркоматовские начальники, по долгу службы в годы войны имевшие дело со вторым секретарём горкома Ф. Р. Козловым, впоследствии характеризовали его «как волевого, настойчивого работника, знающего металлургическое и стрелковое производство».
В военный период промышленность Ижевска успешно справлялась с высокими планами по производству военной продукции, по вводу новых промышленных мощностей. Ф. Р. Козлову не раз доводилось подписывать рапорты на имя И. В. Сталина о выполнении заданий ГКО и сборе народных средств на строительство танков и самолётов. «За образцовое выполнение задания правительства по выпуску вооружения» в июле 1942 года Ф. Р. Козлов был награждён орденом Красной Звезды, в 1943 году (по другим данным — в январе 1944 года) — орденом Трудового Красного Знамени. Как один из лучших секретарей городских комитетов партии в 1944 году был переведён из Ижевска на работу в аппарат ЦК ВКП(б). С мая 1944 года работал ответственным организатором, а затем — инспектором управления кадров ЦК ВКП(б).
В марте 1947 года был утверждён вторым секретарём Куйбышевского областного комитета  ВКП(б), вместо С. И. Кислина, отозванного с этой должности по просьбе первого секретаря обкома А. М. Пузанова. В областном комитете отвечал за промышленность, строительство и транспорт. Среди флагманов куйбышевской индустрии выделялись два крупных авиационных завода — завод № 1 имени Сталина и завод № 18 имени Ворошилова. Оба завода в годы войны и первое послевоенное время производили самолёты-штурмовики Ил-2 и Ил-10, уже при секретарстве Ф. Р. Козлова завод имени Сталина начал серийное производство реактивного истребителя МиГ-15, а завод № 18 — стратегического бомбардировщика Ту-4. Здесь же, в Куйбышеве располагались некоторые поставщики комплектующих: завод № 24 имени Фрунзе поставлял двигатели, завод № 454 — агрегаты стрелково-пушечного и бомбардировочного вооружения, завод № 525 — вооружение, государственный подшипниковый завод № 9 — подшипники, завод № 35 — воздушные винты, потом — самолётные шасси. В числе других крупных предприятий региона были Куйбышевский завод автотракторного электрооборудования и карбюраторов (КАТЭК), Средневолжский станкостроительный завод, Куйбышевский механический, завод имени Масленникова, ещё один подшипниковый завод — ГПЗ № 4, Сызранский локомобильный завод и др. Всесоюзное значение имели предприятия нефтедобывающей и нефтеперерабатывающей промышленности. Ряд заводов на территории области находились в системе Министерства сельскохозяйственного машиностроения СССР.
В ведении Козлова была также одна из крупнейших строительных организаций региона — Государственный союзный строительно-монтажный трест № 11 Министерства авиационной промышленности СССР, осуществлявший большие объёмы промышленного, жилищного и культурно-бытового строительства. Основными транспортными предприятиями в Куйбышевской области были Железная дорога имени Куйбышева и Средневолжское речное пароходство (и то, и другое охватывали территории Куйбышевской области и ряда соседних регионов, а их органы управления располагались в Куйбышеве). Деловые качества руководителя позволили ему достаточно быстро заслужить расположение первого секретаря обкома А. М. Пузанова и других секретарей обкома ВКП(б). Указом президиума Верховного совета СССР от 8 мая 1948 года «за успешное выполнение заданий Правительства по увеличению добычи нефти и производству нефтепродуктов, и выполнение государственного плана в 1946 и 1947 гг.» награждён вторым орденом Трудового Красного Знамени. Успешно прошёл проверку управления кадров ЦК ВКП(б): «Тов. Козлов общителен с людьми. Обладает хорошей эрудицией, умеет правильно излагать свои мысли, его доклады и выступления всегда продуманы и глубоки анализом рассматриваемого вопроса». В 1947 году он как технически грамотный инженер, знающий металлургическое и стрелковое производство, имеющий опыт руководящей производственно-технической работы был зачислен в резерв на должность заместителя министра вооружения СССР.

### В руководстве Ленинграда и области
В ходе «Ленинградского дела» в октябре 1949 года был направлен в Ленинград на должность парторга ЦК ВКП(б) Кировского завода. 29 ноября 1949 года пленум Ленинградского городского комитета ВКП(б) избрал его вторым секретарём горкома. Учитывая, что первым секретарём городского комитета был одновременно первый секретарь Ленинградского областного комитета ВКП(б) В. М. Андрианов, фактически на Козлова было возложено руководство Ленинградом. В начале 1950 года решением ЦК совмещение постов первых секретарей обкомов и горкомов областных центров было упразднено и в январе 1950 года он был утверждён первым секретарём Ленинградского городского комитета ВКП(б). Активно проводил в жизнь установку, шедшую из Кремля, по очистке ленинградского партаппарата от руководящих работников — ставленников прежнего областного и городского руководства, объявленного «антипартийным». Проводил большую работу по модернизации ленинградской промышленности, по восстановлению и укреплению городской инфраструктуры. С июля 1952 года — второй секретарь Ленинградского областного комитета ВКП(б).
В апреле 1953 года был перемещён на ступень ниже, секретаря Ленинградского областного комитета ВКП(б), в связи с утверждением вторым секретарём Ленинградского областного комитета КПСС и первым секретарём Ленинградского городского комитета КПСС Н. Г. Игнатова. По приданному Игнатову статусу он не подчинялся и не зависел от первого секретаря Ленинградского обкома КПСС В. М. Андрианова, игнорировал его в своей повседневной работе. Обращение Андрианова за поддержкой к Л. П. Берии ситуацию не изменило, а арест последнего привёл к смещению Андрианова с поста первого секретаря Ленинградского обкома КПСС в августе 1953 года (к тому же Андрианов являлся ставленником Г. М. Маленкова, а не Н. С. Хрущёва, возглавившего партаппарат и начавшего расставлять свои кадры). Единственный претендент на место первого секретаря обкома КПСС Н. Г. Игнатов, однако, не счёл нужным укреплять свои позиции в ленинградском партийно-государственном аппарате, завоёвывая доверие и расположение руководства области и предоставляя ему гарантии кадровой стабильности, часто вёл себя грубо и высокомерно, а также совершил ряд других ошибок. В итоге Игнатов был отозван из Ленинграда, в чём не последнюю роль сыграл и Ф. Р. Козлов, изначально ставший в оппозицию к Игнатову. Ф. Р. Козлов, принявший активное участие в разгроме руководящих кадров Ленинграда и области, имея к тому же ряд отрицательных личных качеств, также настроил против себя местный партийно-государственный аппарат. Однако ставший первым секретарём ЦК КПСС и начавший расставлять свои кадры Н. С. Хрущёв сделал ставку именно на Козлова, назначив его в ноябре 1953 года первым секретарём Ленинградского обкома КПСС: поддержка непопулярного в ленинградском партийно-государственном аппарате руководителя ставила последнего в зависимое от Хрущёва положение.
С 1953 по 1957 год — первый секретарь Ленинградского областного комитета КПСС. Вопреки достаточно заметному потоку критики со стороны ленинградской партноменклатуры в адрес Ф. Р. Козлова Хрущёв активно и существенно укрепил его позиции в системе власти. В апреле 1954 года Козлов был утверждён членом Президиума Верховного Совета СССР IV созыва, а за два месяца до этого он впервые выступил на пленуме ЦК КПСС, принявшем постановление об освоении целинных и залежных земель. С этого времени почти на каждом пленуме ЦК КПСС, вне зависимости от повестки дня ему предоставлялось слово. После XX съезда КПСС, с 27 февраля 1956 года, одновременно входил в состав членов Бюро ЦК КПСС по РСФСР (по 12 ноября 1958 года). На XX съезде КПСС Н. С. Хрущёв намеревался ввести Ф. Р. Козлова в кандидатский состав Президиума ЦК КПСС, однако, по всей видимости, запротестовали члены Президиума ЦК КПСС, так как первый секретарь уже настоял на утверждении кандидатами Л. И. Брежнева, Е. А. Фурцевой, Н. А. Мухитдинова и Д. Т. Шепилова. Поэтому Хрущёв вынужден был ограничиться включением Козлова в состав членов Бюро ЦК КПСС по РСФСР, по поводу чего на организационном пленуме ЦК заметил: «Козлов — были разговоры сделать его кандидатом в члены Президиума. Но сделать его и кандидатом, и членом Бюро — вряд ли это целесообразно. Надо заседания проводить в Ленинграде, надо быть на заседаниях Президиума ЦК в Москве и надо быть в Бюро. Это будет товарищ, непрерывно заседающий и не работающий. Это будет вредно для Ленинграда, вредно для Бюро Российской Федерации, и не полезно будет тем самым и для Президиума ЦК». Но уже спустя год по предложению Хрущёва февральский (1957 г.) пленум ЦК КПСС утвердил Ф. Р. Козлова кандидатом в члены Президиума ЦК КПСС.
С течением времени критика в Ленинграде в адрес Козлова ослабла. Установившиеся доверительные отношения с Н. С. Хрущёвым позволили Ф. Р. Козлову успешно решать в Москве вопросы финансирования строительства Ленинградского метрополитена. В связи с празднованием 250-летия Ленинграда ему удалось получить большие ассигнования на модернизацию городской инфраструктуры. В городе проводились масштабные работы по его благоустройству.
Решительно поддержал Хрущёва в борьбе с «антипартийной группой» Маленкова, Молотова, Кагановича. На июньском (1957 г.) пленуме ЦК КПСС был избран членом Президиума ЦК КПСС. С декабря 1957 года — председатель Совета Министров РСФСР.

### В высшем руководстве СССР
С марта 1958 года — первый заместитель председателя Совета Министров СССР. Согласно распределению обязанностей между заместителями председателя Совета Министров СССР Ф. Р. Козлову было поручено руководство комиссией Президиума Совета Министров СССР по текущим делам, наблюдение за работой союзных Министерств — путей сообщения, морского флота, транспортного строительства, связи, а также Главных управлений по строительству автомобильных дорог и гражданского воздушного флота при Совете Министров СССР. Постановлением Правительства была образована постоянная комиссия Президиума Совета Министров СССР по текущим делам под председательством Ф. Р. Козлова. В её состав вошли заместители предсовмина СССР А. Н. Косыгин и А. Ф. Засядько, первый заместитель председателя Госплана СССР Г. В. Перов. Учитывая те полномочия, которыми была наделена данная постоянная комиссия Президиума Совмина СССР, и её кадровый состав, фактически был создан малый Совет Министров СССР под руководством Ф. Р. Козлова, призванный максимально разгрузить Н. С. Хрущёва в Правительстве СССР. Ф. Р. Козлов стал осуществлять повседневное руководство союзным Правительством, председательствовать на заседаниях Президиума Совмина, большинство постановлений Совета Министров СССР выходили за его подписью.
В июле 1959 года возглавил советскую делегацию в США, открыл в Нью-Йорке выставку, посвященную научным и культурным достижениям Советского Союза, а также встретился с вице-президентом США Ричардом Никсоном. 13 июля американский журнал «Time» вышел с фотографией Козлова на обложке и крупной надписью «Преемник Хрущева?». Козлов стал первым представителем высшего руководства СССР, посетившим США с официальным визитом.
4 мая 1960 года на пленуме ЦК КПСС был избран секретарём ЦК КПСС и освобождён от обязанностей первого заместителя председателя Совета Министров СССР (его преемником стал А. Н. Косыгин). Фактически стал исполнять обязанности второго секретаря ЦК КПСС — председательствовать на его заседаниях и формировать повестку дня (ранее, до ноября 1959 года, эти обязанности исполнял А. И. Кириченко, затем — все секретари ЦК КПСС по очереди). С лета 1960 года Н. С. Хрущёв поручал ему руководить работой Президиума ЦК КПСС на время своего отсутствия в Москве (ранее, с 1957 года, эти обязанности возлагались на М. А. Суслова). В 1961 году за выдающиеся заслуги в создании образцов ракетной техники и обеспечение успешного полёта советского человека в космическое пространство (Ю. А. Гагарин, 12 апреля 1961 года) был удостоен звания Героя Социалистического Труда (Указ Президиума Верховного Совета СССР от 17 июня 1961 года на 94 человека, под грифом «совершенно секретно»).
На организационном пленуме ЦК КПСС 31 октября 1961 года, созванном в день закрытия XXII съезда КПСС, Н. С. Хрущёв впервые открыто заявил о положении Ф. Р. Козлова как второго секретаря ЦК КПСС: «Статуса у нас такого нет, мы не уславливались, но фактически второй секретарь у нас был до этого товарищ Козлов. Я и сейчас считаю, что товарищ Козлов хорошо справился со своим делом, и, видимо, и в этом составе он будет вторым секретарём». Зал встретил эти слова бурными аплодисментами. В представленном Хрущёвым на утверждение пленума ЦК КПСС списке персонального состава Секретариата ЦК КПСС в нарушение многолетней традиции Козлов значился вторым после первого секретаря ЦК, следом шли фамилии остальных секретарей ЦК КПСС согласно алфавиту. Тот же порядок был сохранён и при обнародовании состава высших партийных органов на заключительном заседании съезда КПСС, и при публикации в центральной печати. Тем самым почти открыто официально было заявлено о статусе Ф. Р. Козлова как второго человека в партии, а, значит, и в государстве. На первой сессии Верховного Совета СССР VI созыва в апреле 1962 года Козлов был утверждён членом Президиума Верховного Совета СССР, заняв место А. И. Кириченко. Эта должность являлась больше дополнительным атрибутом власти второго секретаря ЦК и не несла какого-либо существенного властного наполнения, однако придавала Козлову высокий государственный статус в случае визитов в несоциалистические страны.
«Этот человек отличался резкостью и жестокостью, — вспоминал о Ф. Р. Козлове референт отдела ЦК КПСС Ф. М. Бурлацкий, — и крепко держал в кулаке все дела». «Мужчина он был видный, красивый, властный и решительный, — отмечал бывший заместитель председателя Совета Министров СССР В. Н. Новиков, у которого с Ф. Р. Козловым ещё со времён войны установились доверительные товарищеские отношения. — Ради карьеры мог пойти на многое. Увы, даже в домашней обстановке был очень груб с женой. Эта черта мне не нравилась. В работе же он был дальновиден, имел подход к людям; опыт работы в промышленности и в партийных органах у него был огромный». Деловые качества Ф. Р. Козлова отметил в мемуарах Сергей Никитич Хрущёв: «На фоне своих коллег Козлов выделялся умением ухватить суть дела, да и опыт работы, партийной и хозяйственной, у него накопился немалый. <…> Политические взгляды Козлова не отличались радикальностью, но в тот момент он полностью, даже в мелочах, шаг в шаг следовал линии отца». Резко негативное мнение о Козлове сложилось у А. И. Микояна: «Козлов был неумным человеком, просталински настроенным, реакционером, карьеристом и нечистоплотным к тому же. Интриги сразу заменили для него подлинную работу». Были и другие члены руководства, в памяти у которых отложилось только отрицательное мнение о качествах Ф. Р. Козлова, так как в своё время им пришлось испытать его характер на себе. А. Н. Шелепин и В. Е. Семичастный в 1989 г. вспоминали о нём следующее: «Козлов — это вообще неумный человек. Он вообще не работал. Придёшь к нему — на столе ни бумаги, ни карандаша нет — чисто!» В. Е. Семичастный добавлял: «Козлов — очень ограниченный человек. Единственное сильное место — голосовые связки». У бывшего второго секретаря Свердловского обкома КПСС В. И. Довгопола от деловых встреч с Ф. Р. Козловым остались другие впечатления: «У Козлова деловитости было больше по сравнению с другими секретарями ЦК и по сравнению с Хрущёвым. Козлов говорил со знанием дела, хорошо разбирался».
Был сторонником жёсткого наказания региональных руководителей за обман государства. Н. А. Мухитдинов вспоминал, что по поступившей в ЦК КПСС из Таджикистана информации о приписках по обработке, сбору и сдаче хлопка, фактической урожайности и т. д. на место для проверки была направлена инспекция ЦК КПСС, которая не только подтвердила изложенные факты, но и выявила новые. Несмотря на то, что комиссия ЦК не установила, что руководители республики давали противозаконные указания, по настоянию Козлова было решено снять их с работы. В итоге, VII пленум ЦК компартии Таджикистана, прошедший в Душанбе 11—12 апреля 1961 года в присутствии Ф. Р. Козлова, снял с должностей и исключил из партии первого секретаря ЦК Т. Ульджабаева, второго секретаря ЦК П. С. Обносова, председателя Совета Министров республики Н. Додхудоева.
В начале июня 1962 года вместе с А. И. Микояном был направлен Н. С. Хрущёвым в г. Новочеркасск Ростовской области, где недовольство рабочих электровозостроительного завода повышением цен на мясомолочные продукты и снижением расценок на заводе, переросло в массовые беспорядки. Н. С. Хрущёв принял решение о жёстком силовом подавлении всех проявлений недовольства населения с применением оружия и проведением арестов наиболее активных участников волнений, хотя Ф. Р. Козлов предлагал пути мирного разрешения критической ситуации. (См.: Новочеркасский расстрел). В мемуарах Семичастного, Микояна и сына Хрущёва Сергея Никитича вся ответственность за силовые действия в Новочеркасске возлагается на Ф. Р. Козлова, однако это не соответствует исторической правде.
После XXII съезда КПСС властные позиции второго секретаря ЦК КПСС Ф. Р. Козлова продолжали укрепляться. По своему влиянию в руководстве СССР он оставил далеко позади не только «рядовых» членов Президиума ЦК КПСС, но и составлявших ближайшее окружение главы государства. Руководя Секретариатом ЦК КПСС и, в периоды всё более частого и продолжительного отсутствия Хрущёва — Президиумом ЦК КПСС, контролируя кадры партийно-государственного аппарата, армию и госбезопасность, Ф. Р. Козлов сосредоточил в своих руках огромную власть. В. Н. Новиков вспоминал: «Большим доверием у Хрущёва заслуженно пользовался Ф. Р. Козлов. Я не слышал, чтобы Козлов открыто подхалимничал. Вёл он себя солидно, выступал обычно деловито, хотя всегда в поддержку Хрущёва. Постепенно Козлов „прибрал к рукам“ Вооружённые Силы, военную промышленность, КГБ и партийно-правительственные кадры. Практически власть была в его руках. На любимцев Хрущёва он не нападал. Мне было известно от самого Козлова, что остальным членам Президиума ЦК такое его положение не нравилось, тем более что, владея разными ведомствами, он мог в любой момент „подсидеть“ другого члена Президиума ЦК».
Хрущёв не скрывал, что видел в Козлове своего преемника на посту главы государства, о чём заявил ещё в июне 1959 г. в своей беседе с приезжавшим в Москву представителем президента США Авереллом Гарриманом, и затем неоднократно это повторял. Когда весною 1962 года была образована «Конституционная комиссия под председательством т. Хрущева» (по выработке проекта новой Конституции СССР), Козлов стал председателем в ней второй подкомиссии (первую возглавил сам Хрущев) — по вопросам общественного и государственного устройства (его преемником в связи со смертью, станет Н. В. Подгорный).

### Преждевременная отставка
11 апреля 1963 года Ф. Козлов провёл заседание Президиума ЦК КПСС и в конце напряжённого рабочего дня уехал к себе на дачу. Во время прогулки по территории дачи неожиданно потерял сознание. Срочно вызванные на дачу врачи поставили диагноз: геморрагический инсульт правого полушария головного мозга с левосторонним параличом. Причинами кровоизлияния явились гипертоническая болезнь, которой он страдал длительное время, а также распространённый атеросклероз, поразивший, в том числе, сосуды мозга (многие годы Ф. Р. Козлов страдал сильными головными болями, ещё в 1940-е годы в период работы вторым секретарём Куйбышевского обкома ВКП(б) у него отнималась рука).
К лечению были подключены светила советской медицины: невропатолог, член-корреспондент АМН СССР, профессор Е. В. Шмидт, невропатолог, доцент Р. А. Ткачёв, академики АМН СССР, профессора: кардиолог П. Е. Лукомский и терапевт В. Х. Василенко. В связи с угрожающим жизни состоянием врачи приняли решение не транспортировать Козлова в больницу, а организовать проведение необходимых медицинских мероприятий на месте — даче.
Поначалу Хрущёв надеялся, что Ф. Козлов со временем вернётся к исполнению обязанностей второго секретаря ЦК КПСС. Однако сделанное в конце 1963 года заключение врачей о состоянии его здоровья не оставило на это никаких шансов. Информируя членов ЦК КПСС на декабрьском (1963 года) Пленуме о состоянии здоровья Козлова, Хрущёв сообщил, что к своим обязанностям он вернуться больше не сможет, но в то же время заявил, что вопрос о его освобождении от занимаемых должностей не ставится по гуманным соображениям, с тем, чтобы не нанести больному дополнительный удар. Поэтому формально тот оставался членом Президиума и секретарём ЦК КПСС.
Тяжёлое заболевание Ф. Козлова кардинальным образом изменило расклад сил в ближайшем окружении Хрущёва и в Президиуме ЦК КПСС в целом. Пытаясь найти ему замену, Хрущёв на первые позиции в руководстве выдвинул Л. Брежнева и Н. Подгорного. Обязанности второго секретаря ЦК КПСС с июня 1963 года исполнял Брежнев. После перенесённого инсульта Ф. Козлов к работе не возвращался.
В январе 1964 года перенёс обширный инфаркт миокарда. Считалось, что на заседаниях Президиума ЦК КПСС и Пленума ЦК КПСС в октябре 1964 года, на которых Н. С. Хрущёв был отправлен в отставку, участия не принимал. Но позже в архиве Политбюро были найдены рабочие записи заведующего Общим отделом ЦК КПСС В.Н. Малина, сделанные на заседании Президиума ЦК КПСС 13-14 октября 1964 года. Согласно этим записям, Ф.Р. Козлов выступил на заседании с критикой Хрущева, в частности, упрекая его в том, что тот запрещал Козлову заниматься сельским хозяйством. На этом заседании именно Козлов первым предложил «отпустить на пенсию» Хрущева.
Через месяц после отставки Н. С. Хрущёва, на ноябрьском Пленуме 1964 года, Ф. Р. Козлов был освобождён от обязанностей члена Президиума и секретаря ЦК КПСС «в связи с тяжёлой болезнью, требующей длительного лечения». С ноября 1964 года Ф. Р. Козлов — персональный пенсионер союзного значения.
Скоропостижно скончался от острой сердечной недостаточности 30 января 1965 года. Урна с прахом захоронена на Красной площади в Кремлёвской стене.

## Память
7 мая 2013 года у д. Лощинино Касимовского района Рязанской области состоялся митинг, посвящённый открытию мемориальной стелы уроженцу д. Лощинино Касимовского района Ф. Р. Козлову.

## Семья
- сестра — Любовь Романовна Китаева.
- жена — Александра Константиновна Козлова.
- сын — Олег Фролович Козлов (5.11.1938—10.2001). Окончил Московский институт стали и сплавов, работал в этом же институте, затем в КБ «Салют». Был женат на дочери Министра культуры СССР Екатерины Фурцевой (к моменту брака — члена Президиума ЦК КПСС) Светлане (1942—2005)[35] (брак распался в 1968 году).
- дочь — Ольга Фроловна Козлова (р. 1946). Живёт в Москве.

## Награды и звания
- Герой Социалистического Труда (1961)
- четыре ордена Ленина (1955, 1957, 1958, 1961)
- два ордена Трудового Красного Знамени (1943, 1948)
- орден Отечественной войны II степени (1945)
- орден Красной Звезды (1942)